# Guillaume Edelin
Guillaume Edelin est un prieur qui avoua être un sorcier et qui fut condamné en 1453.

## Biographie
Edelin est prieur de Saint-Germain-en-Laye, fait partie de l'ordre des augustins et est docteur en théologie. Il avoue s'être rendu au sabbat « monté sur un balai », première référence à l'utilisation d'un manche à balai en rapport avec la sorcellerie.
Après son arrestation, il se repentit et est emprisonné pour le reste de sa vie dans la ville d'Évreux.